# Аполония (дем Бешичко езеро)
Вижте пояснителната страница за други значения на Аполония.
Аполония или Пазаруда (на гръцки: Απολλωνία, до 1926 Παζαρούδα, Пазаруда) е село в Егейска Македония, Гърция, част от дем Бешичко езеро в административна област Централна Македония. Според преброяването от 2001 година селото има 613 жители.

## География
Аполония е разположено в североизточната част на Халдикидическия полуостров, на юг от Бешичкото езеро (Волви). В селото има вековен платан, обявен за защитен паметник.

## История

### Античност
В селото е запазена част от античния път Виа Егнация. В северната част на селото има археологически обект - разкрита е раннохристиянска стена и т. нар. трибуна на Апостол Павел.
Южно от селото е разкрит град и некропол от класическата, елинистичната и римската епоха, който се идентифицира с Аполония Мигдонска.

### В Османската империя
В османско време селото е нахийски център и е известно като Йени пазар, Пазаря, Пазаракия, Пазаргия и Пазаруда. Великият везир Мехмед Соколу (1566 – 1575) построява в селището комплекс от обществени сгради, включващ правоъгълна джамия с едно помещение, хамам и хан. Всички те заедно с трибуната на Апостол Павел и отсечката от Виа Егнация са обявени за паметници на културата в 1984 година.
В 1826 година Георгиос Манос в „Кратко географско изложение за Гърция и Европейска Турция“ пише, че Базар Джедид е малък град, населен само от българи, които се занимават с риболов.
Александър Синве („Les Grecs de l’Empire Ottoman. Etude Statistique et Ethnographique“), който се основава на гръцки данни, в 1878 година пише, че в Пизарджия (Pizardjia) живеят 60 гърци. Към 1900 година според статистиката на Васил Кънчов („Македония. Етнография и статистика“) в Пазаргя (Пазараки) живеят 200 жители турци.
По данни на секретаря на Българската екзархия Димитър Мишев („La Macédoine et sa Population Chrétienne“) в 1905 година в Пазаргия (Pazarguiah) има 150 жители гърци.

### В Гърция
В 1912 година по време на Балканската война в селото влизат гръцки части и след Междусъюзническата война в 1913 година остава в Гърция. В 1913 година селото (Παζαράκι) има 266 жители.
През 20-те години турското население на селото се изселва и на негово място са настанени гърци бежанци. Според преброяването от 1928 година Пазаруда е смесено местно-бежанско село с 344 бежански семейства, със 126 души. В 1926 година селото е прекръстено на Аполония, по името на Аполония Мигдонска. До 2011 година Аполония е част от дем Мадитос.